# Campo de Mirra
Campo de Mirra (em castelhano) ou el Camp de Mirra (em valenciano), também conhecida popularmente como el Campet, é um município da Espanha na província de Alicante, Comunidade Valenciana. Tem 21,8 km² de área e em 2021 tinha 429 habitantes (densidade: 19,7 hab./km²).

## Demografia
| Variação demográfica do município entre 1991 e 2004 | Variação demográfica do município entre 1991 e 2004 | Variação demográfica do município entre 1991 e 2004 | Variação demográfica do município entre 1991 e 2004 |
| --------------------------------------------------- | --------------------------------------------------- | --------------------------------------------------- | --------------------------------------------------- |
| 1991                                                | 1996                                                | 2001                                                | 2004                                                |
| 368                                                 | 379                                                 | 410                                                 | 428                                                 |